# Bąbolin
Bąbolin est un village de la gmina de Gniewkowo, dans le powiat d'Inowrocław, dans la voïvodie de Couïavie-Poméranie, dans le centre de la Pologne.